# Montarcher
Montarcher é uma comuna francesa na região administrativa de Auvérnia-Ródano-Alpes, no departamento de Loire. Estende-se por uma área de 5,99 km². Em 2010 a comuna tinha 70 habitantes (densidade: 11,7 hab./km²).